# Leonberger
Leonberger[Nota] é uma raça canina oriunda do sul da Alemanha. Estes cães foram desenvolvidos no século XIX para companhia e proteção de famílias em fazendas. Populares na Europa, foram modelos para artistas, que os retratavam em pinturas, e estampas em várias nações do continente. Todavia, esta raça foi quase extinta durante a Primeira Guerra Mundial, salvos por dois homens, que recolheram os poucos sobreviventes, para cruzamentos seletivos. É um animal descrito como de personalidade gentil, dócil e calma, modernamente utilizado como cão de trabalho e companhia. São ainda considerados, como os labradores retriever, terapêuticos.